# Ерзовка (Камышловский район)
Ерзовка — деревня в Камышловском районе Свердловской области России, входит в состав Галкинского сельского поселения.

## Географическое положение
Ерзовка расположена в 27 километрах (по дороге в 50 километрах) к северо-западу от города Камышлова, на левом берегу реки Ляги (правого притока реки Ирбит, бассейна реки Туры), ниже устья правого притока — реки Черемшанки. В деревне имеется пруд, а в окрестностях деревни находятся Еланский военный полигон.

## Население
| 2002 | 2010 | 2021 |
| ---- | ---- | ---- |
| 60   | ↘32  | ↘29  |